# Апелляционный суд США по федеральному округу
Апелляционный суд США по федеральному округу (англ. United States Court of Appeals for the Federal Circuit, сокращённо Fed. Cir. либо CAFC) — федеральный суд апелляционной инстанции, рассматривающий определённые категории дел, в которых ответчиком выступают федеральные органы власти США. Он является правопреемником Апелляционного суда США по таможенным и патентным делам и Претензионного суда США; создан в 1982 году и состоит из 12 судей.
Суд расположен в Национальном здании суда имени Говарда Маркея в Вашингтоне, Округ Колумбия. Поскольку юрисдикция суда распространяется на всю территорию страны, его заседания могут проходить помимо Вашингтона в любом другом месте.

## Юрисдикция
Апелляционный суд по федеральному округу является уникальным среди всех апелляционных судов США, так как это единственный суд, который обладает исключительной предметной юрисдикцией, основанной на определённой категории дел, а не по географическому принципу как у всех остальных. Решения суда, в частности в отношении патентных дел, уникальны тем, что они являются обязательным прецедентом на всей территории США в рамках предметной юрисдикции суда. При этом решения других апелляционных судов ограничены их географическим положением и, следовательно, могут создавать различные судебные стандарты в зависимости от местоположения.
Верховный суд США может проверить и пересмотреть решение Апелляционного суда только в том случае, если оно существенно нарушает сложившуюся судебную практику либо имеется неразрешённая коллизия в вопросе федерального права.
В Апелляционном суде по федеральному округу обжалуются окончательные решения, принятые по вопросам, относящимся к федеральной юрисдикции, следующих специализированных судов, правительственных органов и учреждений федерального уровня:
- Федеральный претензионный суд США[англ.]
- Апелляционный суд США по делам ветеранов[англ.]
- Комитет по рассмотрению споров и апелляций в связи с регистрацией товарных знаков[англ.] (англ. TTAB)
- Палата по патентным жалобам и коллизиям[англ.] (англ. BPAI)
- Военный совет по контрактным апелляциям США[англ.] (споры по оборонным контрактам; англ. ASBCA)
- Административный совет по контрактным апелляциям США[англ.] (споры по государственным контрактам; англ. CBCA)
- Совет по контрактным апелляциям Почтовой службы США[англ.] (англ. PSBCA)
- Совет по защите системы заслуг[англ.] (вопросы государственной службы; англ. MSPB)
- Комиссия по международной торговле США[англ.] (англ. ITC)
- Суд по международной торговле США[англ.]
- Управление по контролю за соблюдением трудовых прав Конгресса США[англ.]

Также он в исключительном порядке рассматривает апелляции на решения федеральных окружных судов США, которые касаются:
- патентных дел, в том числе обжалования решений Комиссара по патентам и товарным знакам;
- претензий к федеральному правительству с ценой иска ниже 10 000$ (так называемый Малый Акт Такера[англ.]);
- вопросов, связанных с действием Акта об экономической стабилизации 1970 года[англ.] (регулирует ценообразование);
- действия Чрезвычайного закона о распределении запасов нефти 1973 года[англ.] (принят для регулирования цен на нефть в период кризиса);
- действия Закона об энергетической политике и консервации энергии 1975 года[англ.];
- действия Закона об использовании природного газа 1978 года.